# Floresta Nacional de Pau-Rosa
A Floresta Nacional de Pau-Rosa (FNPR) está localizada no estado do Amazonas na região norte do Brasil. O bioma predominante é o da Floresta Amazônica.
Fauna
Aves: Um inventário rápido das aves da FNPR realizado em 2009 indica a presença de 269 espécies de aves na região .